# Serravalle Sesia
Serravalle Sesia (piemontesisch Seraval Sesia) ist eine Gemeinde in der italienischen Provinz Vercelli (VC), Region Piemont.

## Lage und Einwohner
Serravalle Sesia liegt 53 km nördlich von der Provinzhauptstadt Vercelli an der Sesia. Serravalle bedeutet Talsperre (Burg), Sesia verweist auf den Fluss Sesia.
Das Gemeindegebiet umfasst eine Fläche von 20 km² und hat 4718 Einwohner (Stand 31. Dezember 2023).

## Geschichte
Das bewohnte Zentrum war eine römische Siedlung und wird in einem Diplom an den Bischof von Vercelli  999 erstmals erwähnt.

## Einzelnachweise

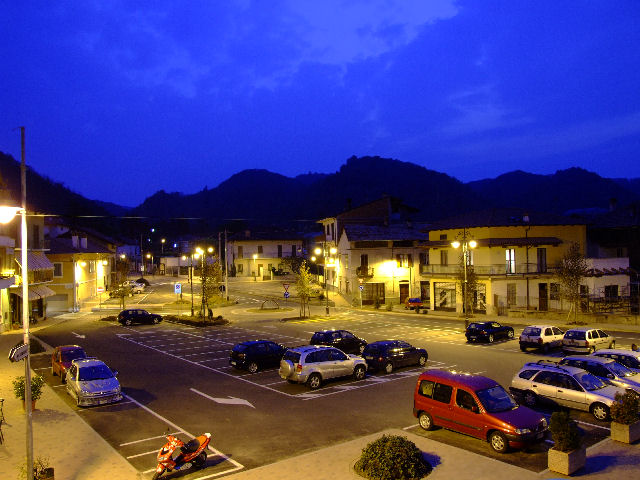
Piazza Libertà